# Vendelles
Vendelles település Franciaországban, Aisne megyében. Lakosainak száma 122 fő (2022. január 1.). Vendelles Jeancourt, Maissemy, Le Verguier, Vermand, Bernes és Hervilly községekkel határos.

## Népesség
A település népessége az elmúlt években az alábbi módon változott:
| Lakosok száma | 139  | 119  | 121  | 110  | 109  | 114  | 117  | 118  | 119  | 122  |
|               | 1968 | 1982 | 1990 | 2006 | 2013 | 2015 | 2017 | 2019 | 2020 | 2022 |